# Wild Style OST
Wild Style OST è una compilation di Old school hip hop pubblicata nel 1983 dall'etichetta discografica Rhino Records.

## Il disco
L'album contiene la colonna sonora dell'omonimo film, realizzata dai migliori esponenti del genere. È stato ristampato nel 1997 su CD e musicassetta e nel 2007 su LP.
La compilation è rimasta un punto di riferimento per tutti gli anni ottanta; i brani non sono diventati hit ma sono rimasti un punto di riferimento underground, ispirando nuovi rapper e risultando campionati per numerosi anni a venire.

## Tracce
1. Military Cut - Grand Wizard Theodore/Kevie Kev Rockwell (Scratch Mix)
2. M.C. Battle - Busy Bee/Lil Rodney Cee/Grand Wizard Theodore
3. Basketball Throwdown - Cold Crush Brothers/Fantastic Freaks
4. Fantastic Freaks at the Dixie - Fantastic Freaks/ DJ Kevie Kev Rockwell
5. Subway Theme - Grand Wizard Theodore (inedito)
6. Cold Crush Brothers at the Dixie - Cold Crush Brothers
7. Cuckoo Clocking - Fab 5 Freddy (inedito)
8. Stoop Rap - Double Trouble
9. Double Trouble at the Amphitheatre - Double Trouble (KK Rockwell & Rodney C)/DJ Stevie Steve
10. South Bronx Subway Rap - Grandmaster Caz (Original Mix)
11. Street Rap - Busy Bee (inedito)
12. Chief Rocker Busy Bee, DJ AJ at the Amphitheatre - Busy Bee/ DJ A.J.
13. Gangbusters - Grand Wizard Theodore/Kevie Kev Rockwell (Scratch Mix)
14. Rammellzee and Shock Dell at the Amphitheatre - Rammellzee & Shock Dell/The Grand Mixer D.St
15. Down By Law - Fab 5 Freddy (inedito)
16. Wild Style Theme Rap 1 - Grand Master Caz/Chris Stein (Charlie Chase Scratch Mix, Bonus Track)
17. Wild Style Subway Rap 2 - Grand Master Caz/Chris Stein (Charlie Chase Scratch Mix, Bonus Track)